# Lawson (магазин)
Lawson, Inc. (яп. 株式会社ローソン, Kabushiki gaisha Rōson) — франчайзинговая сеть круглосуточных магазинов в Японии. Магазин возник в городе Куяхога-Фолс, Огайо, США, но сегодня существует как японская компания.
Штаб-квартира компании находится в Восточной башне Gate City Ohsaki в Токио.

## История

### Происхождение
В 1939 году владелец молочного завода Джеймс Лоусон для продажи своего молока открыл магазин на принадлежащем ему заводе Broad Boulevard в Куяхога-Фолс, Огайо, США. The Lawson’s Milk Company (Lawson’s) выросла в сеть магазинов, в основном в Огайо. Lawson’s был выкуплен компанией Consolidated Foods в 1959 году.
Магазины у дома Лоусона были распространены в Огайо с 1960-х до середины 1980-х годов, в них продавались молоко, хлеб, яйца, апельсиновый сок, а также такие специфические товары, как деликатесная ветчина и картофельные чипсы со сметаной. Магазины также распространялись на соседние штаты, такие как Пенсильвания, где компания Lawson’s была представлена в западной части штата, включая Питтсбург.
Consolidated Foods была переименована в Sara Lee в 1985 году. Примерно в то же время магазины Lawson’s в США были проданы Dairy Mart, более мелкой сети круглосуточных магазинов, расположенной в Энфилде, Коннектикут. Dairy Mart перенесла свою штаб-квартиру в Куяхога-Фолс, переименовала магазины Lawson’s и управляла сетью как Dairy Mart в течение следующих 17 лет. В период правления Dairy Mart сеть столкнулась со скандалами. На Dairy Mart подала в суд Американская семейная ассоциация, после того как менеджер Dairy Mart из Огайо пожаловалась, что из-за политики компании по продаже порнографии она подверглась сексуальным и религиозным домогательствам. Судебное дело «Стэнли против Lawson Co.» рассматривалось как проверка Первой поправки к Конституции США. В итоге суд вынес решение в пользу Lawson’s.
В 2002 году канадская компания Alimentation Couche-Tard из Лаваля, Квебек, купила активы и название Dairy Mart. Большинство бывших магазинов Dairy Mart, которые либо изначально были магазинами Lawson’s, либо располагались в населенных пунктах, где когда-то присутствовал Lawson’s, были переведены под бренд Circle K. Из-за спроса было объявлено, что чипсы Lawson’s Chip Dip будут продолжать продаваться независимо от названия магазина. Несколько независимых магазинов Dairy Mart в районе Колумбуса, Огайо, сохранились независимо от Circle K и продолжали использовать название Dairy Mart и последний логотип по лицензии Alimentation Couche-Tard, хотя в сентябре 2021 года эти магазины были лишены бренда, официально сняв название Dairy Mart.
Circle K по сей день сохраняет большое присутствие в штате Огайо благодаря наследию Lawson’s, особенно в северо-восточном Огайо и Колумбусе, в основном конкурируя со Speedway. Однако многие из бывших магазинов Lawson’s под управлением Dairy Mart в Пенсильвании закрылись в конце 1990-х годов, и только несколько из них сохранились к тому времени, когда Circle K заняла эти места. Во многом это можно объяснить более сильной конкуренцией в Пенсильвании со стороны 7-Eleven и Sheetz из Алтуны, а также UniMart и United Refining Company. Кроме того, в отличие от Огайо, Dairy Mart не инвестировал в продажи топлива в своих магазинах в Пенсильвании. Сегодня Circle K сохраняет небольшое присутствие в Западной Пенсильвании, но, в отличие от Огайо, не является конкурентом Sheetz, 7-Eleven/Speedway, GetGo и местным Coen Markets.

### Япония

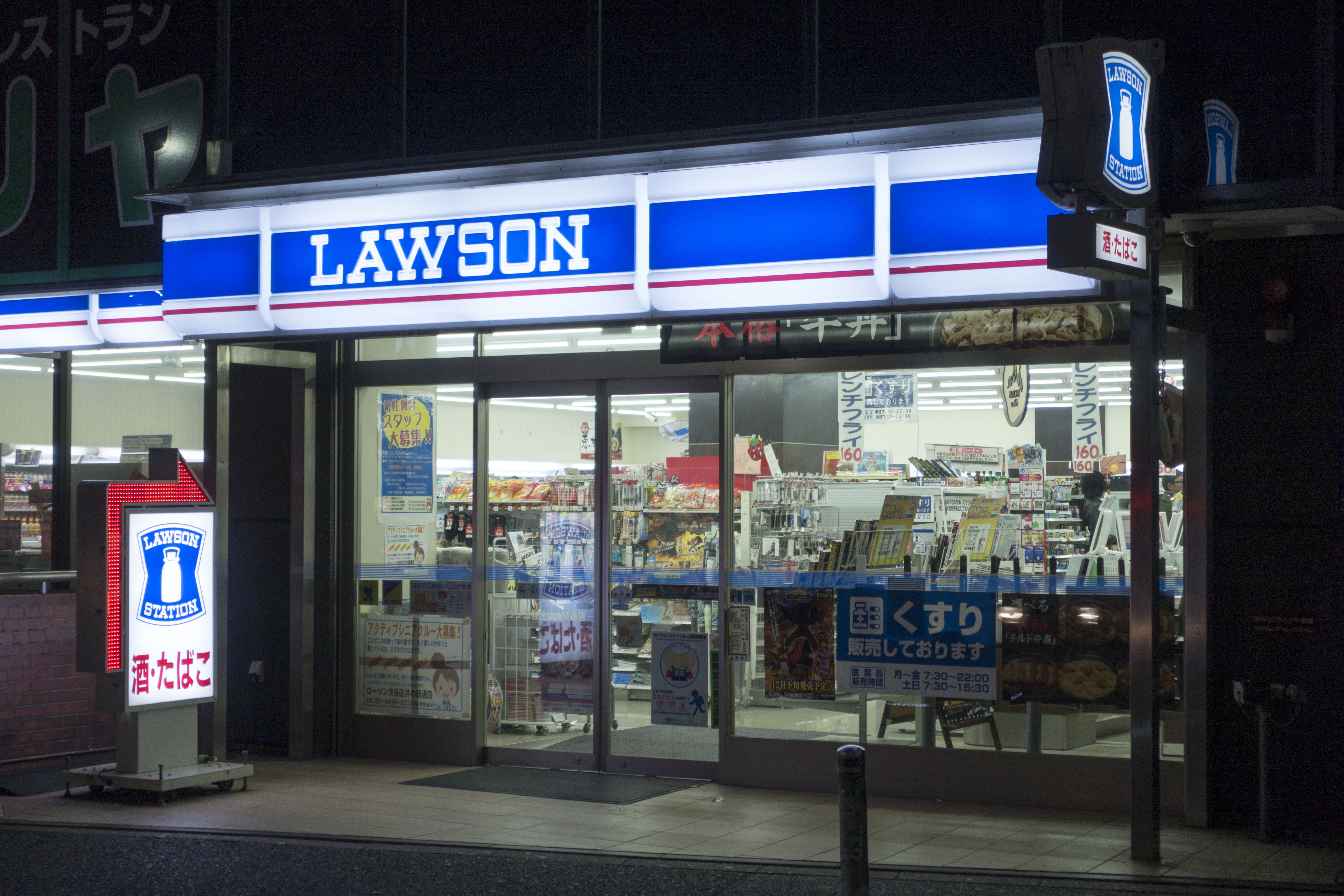
Магазин Lawson в Токио

В 1974 году компания Consolidated Foods подписала официальное соглашение с компанией Daiei, Inc., занимавшейся розничной торговлей, которая также управляла сетью супермаркетов, об открытии первых магазинов Lawson в Японии. 15 апреля 1975 года была создана компания Daiei Lawson Co., Ltd. как дочерняя компания, находящаяся в полной собственности Daiei. Первый магазин открылся в Сакурадзука, Тоёнака, Осака, в июне 1975 года. В сентябре 1979 года официальное название было изменено на Lawson Japan, Inc.. Корпорация Mitsubishi стала главным акционером в 2001 году.

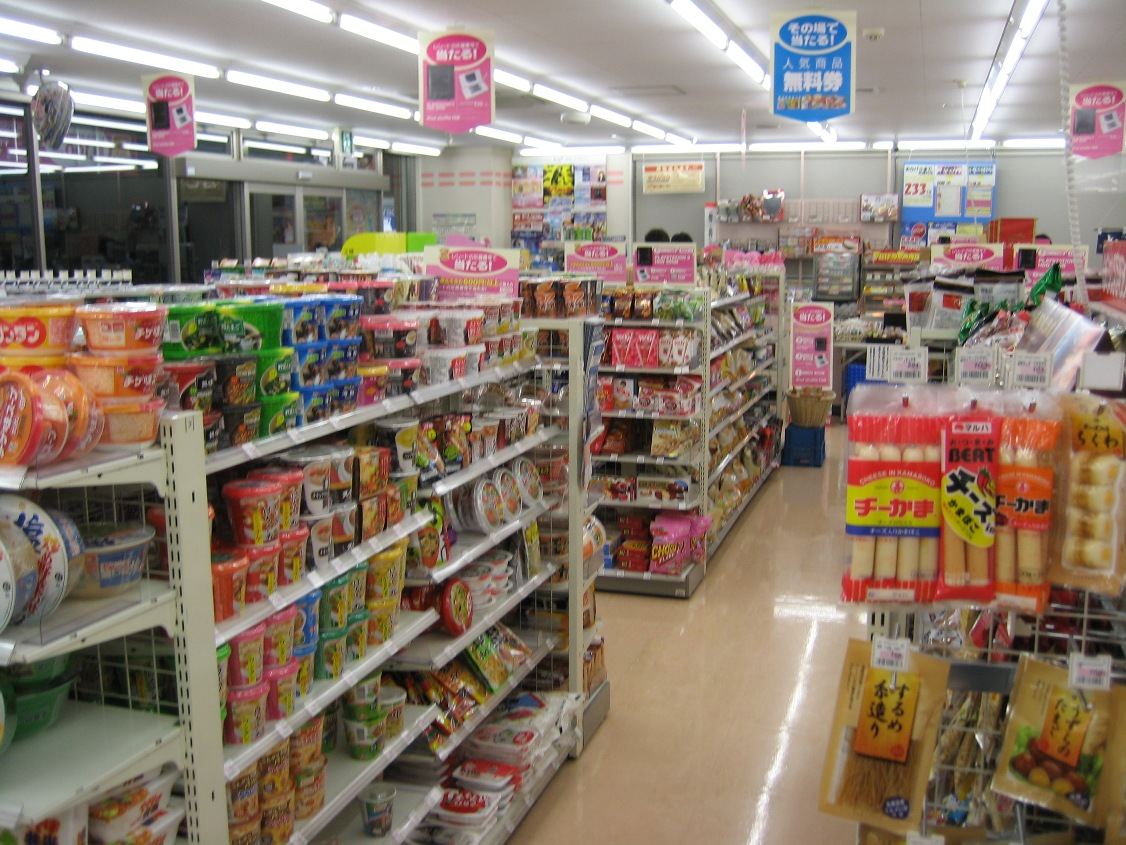
Внутри магазина Lawson

Lawson — одна из ведущих сетей магазинов у дома в Японии, третья после франчайзинговых гигантов 7-Eleven и FamilyMart. В магазине продаются все обычные японские товары, такие как журналы, видеоигры, манга, прохладительные напитки, онигири и бэнто. Lawson иногда сотрудничал с различными компаниями, в том числе с компанией Koei в игре Dynasty Warriors 7 для PlayStation 3. В честь 25-летия серии манги JoJo’s Bizarre Adventure магазин Lawson в родном Сендае автора Хирохико Араки был переделан под магазин «Owson», который появляется в четвёртой части серии. В конце 2013 года в рамках кроссовера с All Japan Pro Wrestling чемпион Тройной короны в тяжёлом весе Кохэй Сувама появился в рекламе и даже работал на кассе для фотосессии в одном из токийских магазинов. В начале 2016 года в онлайн-игре Ingress появился Power Cube, спонсируемый Lawson.
На сегодняшний день Lawson управляет более чем 11 384 магазинами. Они есть во всех 47 префектурах Японии, а также в Китае, Индонезии, Таиланде, Филиппинах и США. В 2014 году компания объявила о планах открыть магазины, специально предназначенные для пожилых потребителей.
В феврале 2017 года Lawson стала дочерней компанией Mitsubishi.
Среди наиболее известных поклонников Lawson — рестлер Крис Джерико, который часто делал покупки в Lawson, когда боролся в Японии в 1990-х годах. Джерико до сих пор посещает Lawson всякий раз, когда возвращается в Японию, будь то рестлинг или гастроли со своей рок-группой Fozzy.
В 2005 году Lawson открыл свой первый магазин Lawson 100, где товары стоили 100 иен плюс 5 иен налога, итого 105 иен.

### Возвращение в США
С созданием Lawson USA Hawaii, Inc. сеть Lawson вернулась на рынок США, открыв два магазина в Гонолулу 7 июля 2012 года. Один из магазинов находится в отеле Sheraton Waikiki, а другой — в отеле Moana.
Планируется дальнейшее расширение как на Гавайях, так и на материковой части США.